# 鄺漢生
鄺漢生，GBS，JP（Kwong Hon-sang，1938年8月7日—2019年2月14日），前香港政府官員，1957年畢業於九龍華仁書院。1963年以及格成績畢業於香港大學（與何鍾泰為同學），同年加入政府為見習工程師。他後來於1973年修畢伯明翰大學運輸與環境規劃碩士學位，1992年晉升為首席政府工程師，1993年12月晉升路政署署長。1995年10月出任工務司，1997年7月出任香港特區政府工務局局長。
鄺漢生1998年年屆六十歲退休年齡，但因職務需要獲留任一年。於1999年8月7日開始退休前休假。退休後曾任賽馬會滑坡防治研究及資訊中心董事局主席及博愛醫院名譽顧問。

## 榮譽
- 金紫荊星章 (1999年)
- 非官守太平紳士 (2000年)